# Système de numération bijectif
En mathématiques, un système de numération bijectif est un système de numération qui établit une bijection entre l'ensemble des entiers naturels et l'ensemble des chaînes finies de « chiffres », pris parmi un ensemble fini. En particulier, la numération bijective en base k représente un entier par une chaîne de chiffres de l'ensemble {1, 2..., k} (k ≥ 1), codant le développement de l'entier en puissances de k . La numération bijective en base k est aussi appelée notation k-adique, à ne pas confondre avec le système des nombres p-adiques. En base 1, on parle de système unaire.

## Définition
Le système de numération k-adique utilise l'ensemble des chiffres {1, 2, ..., k} (k ≥ 1) pour représenter chaque entier de manière unique, selon les règles suivantes :
- L'entier zéro est représenté par la chaîne vide.
- La chaîne de chiffres non vide anan−1 ... a1a0 représente, en numération k-adique, l'entier qui vaut :

Tout entier naturel possède une représentation unique en numération bijective de base k (k ≥ 1) comme démontré par Smullyan pour le cas k = 2,  Böhm (1964) pour tous les k ≥ 1, Knuth  pour k = 10, ou encore Salomaa pour  k ≥ 2. Une démonstration simple est donnée ci-dessous.
Certains historiens des mathématiques estiment que d'anciens systèmes de numération auraient pu être bijectifs, donc sans utilisation du zéro.

## Propriétés des nombres écrits en système bijectif

### Notation bijective ou usuelle des nombres en base k
Les tableaux ci-dessous donnent quelques exemples de différences de notation de nombres pour différentes bases k entre systèmes usuel et bijectif.
| Base          | 10 |   |   |    |    |    |    |    |    |     |     |     |     |     |      |
| ------------- | -- | - | - | -- | -- | -- | -- | -- | -- | --- | --- | --- | --- | --- | ---- |
| Décimal usuel | 1  | 2 | 9 | 10 | 11 | 20 | 21 | 30 | 99 | 100 | 101 | 110 | 111 | 200 | 1000 |
| 10 bijectif   | 1  | 2 | 9 | A  | 11 | 1A | 21 | 2A | 99 | 9A  | A1  | AA  | 111 | 19A | 99A  |

| Base          | 5 |   |   |    |    |    |    |    |    |    |     |     |     |
| ------------- | - | - | - | -- | -- | -- | -- | -- | -- | -- | --- | --- | --- |
| Décimal usuel | 1 | 2 | 4 | 5  | 6  | 9  | 10 | 11 | 15 | 20 | 25  | 30  | 31  |
| 5 usuel       | 1 | 2 | 4 | 10 | 11 | 14 | 20 | 21 | 30 | 40 | 100 | 110 | 111 |
| 5 bijectif    | 1 | 1 | 4 | 5  | 11 | 14 | 15 | 21 | 25 | 35 | 45  | 55  | 111 |

| Base          | 3 |   |    |    |    |     |     |     |     |     |     |
| ------------- | - | - | -- | -- | -- | --- | --- | --- | --- | --- | --- |
| Décimal usuel | 1 | 2 | 3  | 4  | 8  | 9   | 10  | 12  | 13  | 18  | 30  |
| 3 usuel       | 1 | 2 | 10 | 11 | 22 | 100 | 101 | 110 | 111 | 200 | 310 |
| 3 bijectif    | 1 | 2 | 3  | 11 | 22 | 23  | 31  | 33  | 111 | 123 | 233 |

| Base          | 2 |    |    |     |     |     |     |      |      |      |      |       |
| ------------- | - | -- | -- | --- | --- | --- | --- | ---- | ---- | ---- | ---- | ----- |
| Décimal usuel | 1 | 2  | 3  | 4   | 5   | 6   | 7   | 8    | 9    | 11   | 15   | 16    |
| Binaire usuel | 1 | 10 | 11 | 100 | 101 | 110 | 111 | 1000 | 1001 | 1011 | 1111 | 10000 |
| 2 bijectif    | 1 | 2  | 11 | 12  | 21  | 22  | 111 | 112  | 121  | 211  | 1111 | 1112  |

On remarque : 
- qu'un nombre qui s'écrit sans utiliser de zéro en système usuel s'écrit de façon identique en système bijectif, mais qu'il s'écrit différemment dans le cas contraire ;
- que la longueur d'un nombre en notation bijective est inférieure ou égale à celle qu'il a en notation usuelle.

D'autres exemples sont donnés ci-dessous : 
(34152)cinq-adique = 3 × 54 + 4 × 53 + 1 × 52 + 5 × 51 + 2 × 50 = (34152)cinq = (2427)décimal.
(119A)dix-adique = 1 × 103 + 1 × 102 + 9 × 101 + 10 × 100 = (1200)décimal.

### Propriétés
Pour un k donné ≥ 1,
- il y a exactement kn nombres k-adiques de longueur n ≥ 0.
- si k > 1, le nombre de chiffres du nombre k-adique représentant un entier non négatif n est E(logk(n+1)), contrairement à E(logk(n)+1) (n > 0) pour la numération ordinaire en base k ; si k = 1 (donc en numération unaire), alors le nombre de chiffres est n ;
- une liste de nombres k-adiques, classée dans l'ordre naturel des entiers représentés, est classée par ordre de longueur, puis, pour chaque longueur donnée, par ordre lexicographique.

## Système décimal sans zéro
Le système bijectif en base dix est aussi connu sous le nom de système décimal sans zéro[réf. souhaitée] . Il utilise généralement les chiffres de 1 à 9 et un chiffre supplémentaire, "A", pour représenter dix.
L'addition et la multiplication en système décimal sans zéro utilisent essentiellement les mêmes règles que dans le système usuel, si ce n'est que les retenues se produisent quand un résultat dépasse dix, au lieu de neuf. Ainsi, pour calculer 643 + 759, il y a douze unités (on écrit 2 à droite et on retient 1), dix (9+1) dizaines (on pose A et on ne retient rien), treize centaines (on pose 3 et on retient 1), et un millier, d'où le résultat 13A2,  différent de la notation usuelle 1402.

## Système bijectif en base 26
Le système bijectif en base 26 est aussi connu sous le nom de base 26 sans zéro[réf. souhaitée]. Plutôt que d'utiliser les chiffres de 1 à 9 complétés des 17 premières lettres de l'alphabet, il est d'usage d'utiliser comme  « chiffres » les 26 lettres de l'alphabet (de "A" à "Z") pour représenter les nombres de 1 à 26.
La suite des nombres est donc A, B, C, ..., X, Y, Z, AA, AB, AC, ..., AX, AY, AZ, BA, BB, BC, ..., ZY, ZZ, AAA, AAB, AAC, ... C'est de cette manière que beaucoup de tableurs tels que Microsoft Excel identifient les colonnes de leurs feuilles de calcul. Par exemple, dans Excel 2013, il est possible d'utiliser jusqu'à 16384 colonnes, nommées de A à XFD.
Chaque position de chiffre représente une puissance de vingt-six ; ainsi, par exemple, ABC est "une fois 26^2, plus deux fois 26^1, plus trois unités (26^0)" puisque "A" vaut un, "B" vaut deux, et "C" vaut trois.
Dans cette représentation, le nombre WIKIPEDIA est :
23 × 268 + 9 × 267 + 11 × 266 + 9 × 265 + 16 × 264 + 5 × 263 + 4 × 262 + 9 × 261 + 1 × 260 = 4878821185187
Une variante de ce système est partiellement utilisée pour nommer les étoiles variables.
Plus généralement, le système bijectif à base 26 peut  être utilisé chaque fois qu'on désire une nomenclature systématique n'utilisant que des lettres avec les chaînes de caractères les plus courtes possible.

### Sources
- Böhm, C. "On a family of Turing machines and the related programming language", ICC Bulletin 3, p. 191, July 1964.